# A+E Global Media
A&E Television Networks, LLC (nome fantasia: A+E Global Media) é uma programadora de canais de origem estadunidense.

## História
No Brasil os canais da empresa são oferecidos pela HBO Brasil. O escritório da empresa no país foi lançado em Abril de 2013, juntamente com o canal H2.

## Canais
- A&E
- Crime + Investigation
- Fyi
- History
- History 2
- History en Español
- Lifetime
- LMN
- LRW
- Military History
- Viceland